# How to Steal a Million
How to Steal a Million (en Hispanoamérica, Cómo robar un millón; en España, Cómo robar un millón y...) es una película estadounidense dirigida por William Wyler y estrenada en 1966. Contó con la actuación de Peter O'Toole, Audrey Hepburn y Charles Boyer.

## Sinopsis
El padre de Nicole, famoso coleccionista de arte, presta su preciada Venus de Cellini a un prestigioso museo parisino. Pero la Venus no fue esculpida por Cellini sino por su abuelo -que era un falsificador al igual que su padre-. Antes de que las pruebas demuestren que se trata de una falsificación, Nicole consigue los servicios de un ladrón de guante blanco, Simon Demott, para robar la estatua de un millón de dólares.

## Argumento
El destacado coleccionista de arte parisino Charles Bonnet falsifica y vende cuadros de artistas famosos. Su hija, Nicole, que lo desaprueba, teme constantemente que lo atrapen. Una noche tarde en su mansión, Nicole se encuentra con un ladrón, Simon Dermott, que tiene en la mano el "Van Gogh" falsificado de su padre. Lo amenaza con una pistola antigua que se dispara accidentalmente y le hiere levemente el brazo. Para evitar una investigación que descubriría las obras maestras falsificadas de su padre, Nicole no se pone en contacto con la policía y, en su lugar, lleva al encantador Simon a su lujoso hotel en su costoso coche deportivo.
Charles presta al Museo Kléber-Lafayette su famosa estatuilla Venus "Cellini" para una exposición. La estatua fue esculpida en realidad por su padre. Charles nunca la ha vendido, sabiendo que las pruebas científicas revelarían que era falsa, lo que haría que toda su colección fuera sospechosa. Charles firma la póliza de seguro estándar del museo, sin saber que incluye un examen forense. Retirar la Venus de la exposición levantaría sospechas. Desesperada por proteger a su padre, Nicole le pide a Simon que robe la Venus antes del examen. Él afirma que es imposible robar la Venus, pero cambia de opinión al darse cuenta de que se ha enamorado de Nicole.
El magnate estadounidense Davis Leland, un ávido coleccionista de arte, está obsesionado con poseer la Venus. Arregla una reunión con Nicole con el único fin de comprar la estatua, pero también encuentra atractiva a Nicole. En su segunda reunión, le propone matrimonio para asegurarse de poder obtener la estatua, pero Nicole se apresura a ir al museo para el "robo" y ella acepta su anillo a toda prisa solo para acabar con la conversación. Cuando ella menciona casualmente su "compromiso" a Simon, él intenta ocultar su decepción.
Nicole y Simon se esconden en el armario de herramientas del museo hasta la hora de cierre. Después de observar la rutina de los guardias, Simon activa repetidamente la alarma de seguridad con la ayuda de un bumerán atravesando los haces electrónicos de la alarma hasta que finalmente  el jefe de los guardias desactiva el sistema "defectuoso". Simon nota el parecido de Nicole con la Venus, y ella admite que su abuelo esculpió la estatuilla y que su abuela fue la modelo. Simon, a su vez, admite que sabía desde el principio que la Venus no valía nada y que sólo accedió al robo para sacarla de su apuro. Simon roba la Venus y Nicole, disfrazada de mujer de la limpieza, la esconde en un cubo. Cuando se descubre que la Venus ha desaparecido, escapan en medio del caos que sigue.
Tras el robo, Leland intenta adquirir la Venus por cualquier medio. Simon se las arregla para "vendérsela" con la condición de que nunca se la muestre a nadie y de que nunca vuelva a ponerse en contacto con la familia Bonnet; Leland debe esperar que le pidan el pago. Leland huye de Nicole cuando ella intenta devolver su anillo de compromiso, por lo que Simon añade el anillo en secreto al paquete.
Nicole se reúne con Simon para celebrar su éxito. Él admite que la Venus de Cellini también fue su primer atraco y revela que en realidad es un consultor experto e investigador contratado por las principales galerías de arte para mejorar la seguridad y detectar falsificaciones. Estaba investigando la colección de arte de Charles cuando Nicole lo conoció por primera vez, pero ahora no tiene intenciones de exponerla a ella ni a su padre porque ella significa demasiado para él. Luego se encuentra con Charles y le asegura que la estatua saldrá del país sin problemas. Charles se siente tan aliviado que sólo se desilusiona momentáneamente cuando Simon dice que el precio de compra fue cero dólares y como la estatuilla nunca fue autentificada, no hay seguro. Simon le dice a Charles que uno de ellos debe retirarse, y Charles acepta dejar de falsificar.
Mientras Nicole y Simon se preparan para casarse, un coleccionista que había admirado anteriormente el nuevo "Van Gogh" de Charles llega a la residencia de Bonnet y es recibido calurosamente por el astuto falsificador. Nicole dice que el hombre es un "primo". Simon admira su nuevo talento para mentir y se van en coche para comenzar su nueva vida juntos.